# Señorío de San Muñoz
El señorío de San Muñoz fue creado en 1341 por el rey Alfonso XI a favor del ricohombre Juan Alfonso de Benavides el Mozo (m. Castillo de Almodóvar del Río, 1365), VIII señor de Benavides, el título de mayorazgo de Caballero y le otorgó en señorío las propiedades que los Templarios habían tenido en Salamanca y en Villalpando. En San Muñoz, la Constitución de Inocencio IV de 1245, instauró, dentro de la Diócesis de Salamanca, el llamado "Arciprestazgo de la Valdobla" como territorio dependiente de la jurisdicción eclesiástica del Cabildo Catedral de Salamanca, que nombraba, anualmente, dos visitadores. La Valdobla ocupaba las riveras del río Huebra desde San Muñoz hasta su nacimiento, un vasto territorio con 38 pueblos y sus parroquias. 
«El Mozo» recibirá en señorío esas tierras como merced por los servicios prestados en la lucha contra los musulmanes en el sitio de Tarifa y posterior batalla del Salado (1340). De esta manera se convirtió Juan Alfonso en el I señor de San Muñoz. Este señorío quedará dividido en dos jurisdicciones: por una parte civil que ejercerán los Benavides como dueños de la tierra y jueces de lo civil, y por otra, el eclesiástico del Cabildo catedral de Salamanca, encargándose de la jurisdicción eclesiástica y del cobro de los diezmos de las parroquias de la Valdobla. En las Crónicas de Alfonso XI se redactaron los privilegios que obtuvo la familia Benavides: 

Que por privilegio que en veinte ocho de enero de la era de mil trescientos setenta y nueve que corresponde al año de mil tres cientos cuarenta y uno dado en Madrid por el Rey Don Alonso el Onceno, dio a favor de D. Juan Alfonso de Benavides, Portero Mayor en el reino de León y Mayordomo del Infante D. Pedro por la crianza que de él hicieron y por los muchos servicios que hizo señaladamente por la entrada en la Villa de Tarifa al tiempo que de Benamarin la iba a cercar y por cuanto hizo hasta entregarla a S.M. y por la lid que tuvo con el dicho Rey de Granada cerca de Tarifa en que fueron vencidos los dichos reyes, se dignó honrarle con darle todos los lugares, vasallos, heredamientos y regalías, diezmos y todas las otras rentas y derechos que la Orden del Temple tenía en la ciudad de Salamanca y en sus términos y en la villa de Villalpando y su término.

## Señores de San Muñoz
|                                                                  | Titular                                                                | Periodo                        |
| Creación por el rey Alfonso XI                                   | Creación por el rey Alfonso XI                                         | Creación por el rey Alfonso XI |
| ---------------------------------------------------------------- | ---------------------------------------------------------------------- | ------------------------------ |
| I                                                                | Juan Alfonso de Benavides el Mozo                                      | 1341-1365                      |
| II                                                               | Men Rodríguez de Benavides (I Santisteban)                             | 1368-1381                      |
| III                                                              | Gómez Méndez de Benavides y Manrique (II Santisteban)                  | 1381-1385                      |
| IV                                                               | Día Sánchez de Benavides y Manrique (III Santisteban)                  | 1385-1409                      |
| Señorío-estado de Frómista que incorpora el señorío de San Muñoz |                                                                        |                                |
| I                                                                | Gómez de Benavides y Mendoza                                           | 1409-1467?                     |
| II                                                               | Gómez de Benavides y Manrique de Rojas                                 | 1467?-1496                     |
| III                                                              | Francisco de Benavides y Manrique                                      | 1496-1505                      |
| IV                                                               | Gómez de Benavides y Velasco                                           | 1505-1547                      |
| V                                                                | Luis de Benavides y Manrique                                           | 1547-1550                      |
| VI                                                               | Jerónimo de Benavides y Bazán - Marquesado de Frómista, 1559 Felipe II | 1550-¿?                        |
| VII                                                              | Luis de Benavides y Zúñiga                                             |                                |
| VIII                                                             | Jerónimo de Benavides y Cortés                                         |                                |
| IX                                                               | Luis Francisco de Benavides y Cortés                                   |                                |
| X                                                                | Luis Francisco de Benavides y Carrillo de Toledo                       | ¿?-1668                        |
| XI                                                               | Ana Antonia de Benavides Carrillo de Toledo y Ponce de León            | 1668-1707                      |
| XII                                                              | José María Joaquín Téllez-Girón y Benavides                            | 1707-1733                      |
| XIII                                                             | María Luisa de la Portería Dominga Téllez-Girón y Fernández de Velasco | 1733-1759                      |
| XIV                                                              | Andrés Manuel Alonso Pacheco Téllez-Girón y Benavides                  | 1759-1780                      |
| XV                                                               | Diego Antonio Fernández de Velasco                                     | 1780-1811                      |
| XVI                                                              | Bernardino Fernández de Velasco Pacheco y Téllez-Girón                 | 1811-1851                      |